# 俄羅斯駐美國大使館
俄羅斯駐美國大使館（俄语：Посольство России в США），是俄罗斯联邦派驻美利坚合众国的外交代表機構，设于华盛顿哥伦比亚特区西北区威斯康星大道2650号。

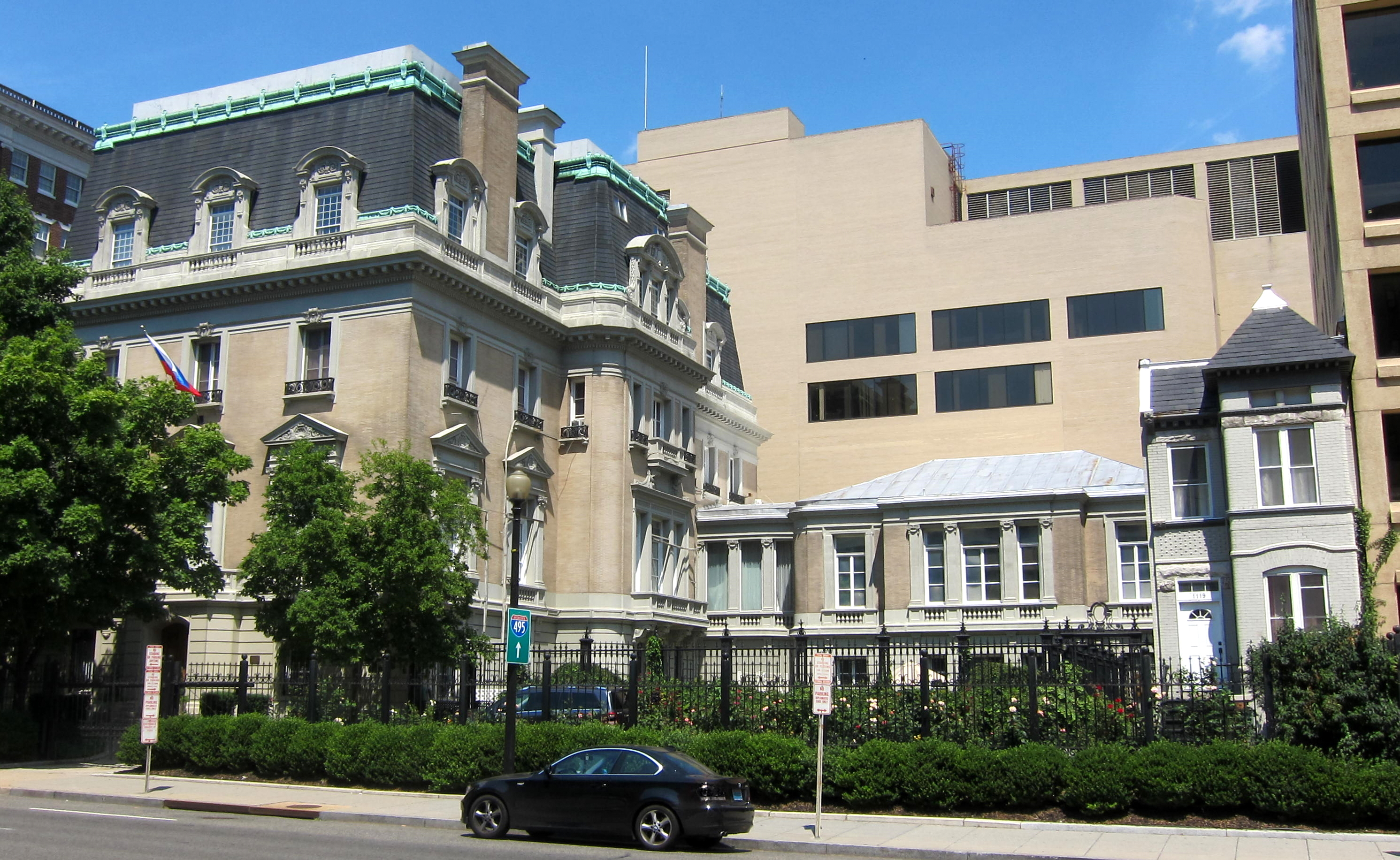
俄羅斯駐美國大使官邸

俄罗斯大使官邸设于西北区16街1125号，建于1910年，在1913年－1994年之间为俄罗斯或苏联大使馆。
新使馆由苏联建筑师 Michael Posokhin设计。他曾设计了克里姆林宫和莫斯科的其他许多建筑。住宅楼、学校、幼儿园和和运动场地都完成于1979年，行政和礼仪建筑完成于1985年。
在1980年代末期，美國联邦调查局和美国国家安全局出于间谍目的在使馆大院下方修建一条隧道，但是并未成功，因为联邦调查局特工罗伯特·汉森向克格勃透露了关于行动的消息。
1994年9月，俄罗斯总统鲍里斯·尼古拉耶维奇·叶利钦在访美期间，与美国总统比尔·克林顿为俄罗斯大使馆新礼仪大楼揭幕。